# 신·구법천문도
신·구법천문도(新·舊法天文圖)는 조선시대 서화용 한지에 그린 8폭의 천문도 병풍을 해체한 것으로, 서울시 종로구 세종로에 위치한 국립민속박물관에 소장되어 있다.

## 개요
이 천문도는 조선 전기의 전통적인 천문도인 〈천상열차분야도〉 3폭과 17세 이후의 서양식 천문도인 〈신법 천문도〉 4폭, 〈일월 오성도〉 1폭으로 구성되어 있다.
〈천상열차분야도〉 3폭에는 태양이 지나는 길인 황도와 지구가 지나는 길인 적도를 나타내었고 황도 부근의 하늘을 여러 부분으로 나눈 뒤 그 안에 별들을 점으로 표시하였다. 〈신법 천문도〉 4폭에는 남극 둘레의 〈황도 남성도〉 2폭과 북극 둘레의 〈황도 북성도〉 2폭을 그렸다.
마지막 한 폭에는 〈일월 오성도〉를 그리고 오행성의 명칭을 진성, 세성, 형혹, 태백, 진성으로 표시하였다. 이 천문도는 조선시대의 관상감이 제작한 것으로, 18세기 초 조선 지식층의 우주관을 잘 나타내고 있는 작품이다.
천문도는 옛 무덤의 천장 등에 그려진 아주 간단한 별 그림을 빼면, 우리의 천문도는 두 가지로 나눌 수 있다. 하나는 국보로 지정되어 있는 조선 초의 〈천상열차분야지도(天象列次分野地圖)〉로 각석(刻石)을 대표로 하는 전통적 천문도이고, 다른 하나는 17세기 이후 서양식 천문상을 나타낸 보물〈신법천문도(新法天文圖)〉이다.
이 천문도는 이들 두 가지 천문도를 한 곳에 모아 8폭의 병풍에 그린 것이 특징이다. 처음 3폭에는 "천상열차분야도"를 그렸으며, 다음의 4폭에는 남 극과 북극 둘레의 "신법천문도"를 묘사했다. 그리고 마지막 제8폭에는 "일월오성도(日月五星圖)"를 그렸는데, 그 5행성의 명칭이 전통적 이름(鎭星, 歲 星, 熒惑, 太白, 辰星)으로 표시되어 있다. 〈신법천 문도〉역시 차례는 같지만 보다 근대적 표현(토성, 목성, 화성, 금성, 토성)으로 되어 있어서, 이 천문도가〈신법천문도〉보다 약간 더 빠른 시기인 1720 〜1730년대에 그려진 것으로 판단된다.
이와 똑같은 천문도는 현재 영국 케임브리지대학의 휘플(Whipple) 과학사박물관과 일본의 남만(南蠻) 문화관에도 남아 있다. 한국국립민속박물관의 것은 세 개 중 하나이며 한국내에서는 유일한 것이다. 휘플 과학사 박물관이 소장한 병풍은 조선 왕실에 있던 것을 1966년 체스터 장이 조지프 니덤의 도움으로 국외로 판매한 것이다.
다같이 관상감이 제작한 것으로 밝혀져 있어서 18세기 초 조선 지식인층의 우주관을 잘 나타내 주는 한국과학사를 대표하는 문화유산의 하나로 평가된다.

## 참고 문헌
- 신·구법천문도 - 국가유산청 국가유산포털

 본 문서에는 서울특별시에서 지식공유 프로젝트를 통해 퍼블릭 도메인으로 공개한 저작물을 기초로 작성된 내용이 포함되어 있습니다.